# Будинок Каменнова
Будинок Каменнова — двоповерхова будівля середини XIX століття, розташована в центрі міста Таганрога за адресою Італійський провулок, 27. Об'єкт культурної спадщини регіонального значення (Рішення № 301 від 18.11.92 р.).

## Історія
Таганрозький будинок Каменнова спочатку будувався як прибутковий будинок. Побудований у 1850 році на кошти купця Монеті, в кінці 1880 року перейшов у володіння дворянина і поміщика Михайла Петровича Каменнова. В історії міста Таганрога ім'я Монеті зустрічається у зв'язку з супроводом дітей-сиріт грецьких емігрантів в Петербург і відображенні висадки десантного корпусу в ході Кримської війни, коли була відвернена пожежа в місті. У роки радянської влади будинок націоналізовано.
У цьому будинку жили поетеса і перекладачка Софія Яківна Парнок, поет, музикант, піонер радянського джазу, перекладач, танцюрист, хореограф Валентин Парнах, поетеса Єлизавета Тараховська.
У краєзнавчих колах будинок називають по останньому власнику — будинком Каменнова. Побудований у стилі типового південного класицизму. Однією стороною виходить на Олександрівську вулицю.
Вікна двоповерхової будівлі з підвальними приміщеннями обрамлені наличниками і замковими каменями. На другому поверсі над вікнами виконані сандрики. Другий поверх виділяється зубчиками по карнизу і фільончастим міжповерховим пояском. Має входи з боку Олександрівської вулиці, так і з боку двору.
Фасад будівлі був оштукатурений і має двобарвне забарвлення. Загальний фон мав жовте забарвлення, архітектурні деталі були пофарбовані в білий колір, що сприяло їх виділенню. Нині це житловий будинок, пофарбований у світло-зелений колір. Знаходиться в задовільному стані. Включений в список культурної спадщини регіонального значення (Рішення № 301 від 18.11.92 р.).